# Pseudolusitanops
Pseudolusitanops is een geslacht van uitgestorven weekdieren uit de klasse van de Gastropoda (slakken).

## Soorten
- Pseudolusitanops bulbiformis (Lozouet, 1999) †